# Sparrenheuvel
Sparrenheuvel is een buitenplaats aan de oostkant van de Driebergseweg bij Zeist, naast Hoog Beek en Royen. Het witgepleisterde huis en heeft classicistische trekken. Achter het huis staat een groot kantoorgebouw.
In 1818 liet Amsterdamse rentenier Everard Cornelis Schröder het landhuis bouwen en het park aanleggen. Latere eigenaren breidden de kantoorbebouwing nog uit. De naam werd ontleend aan de lichte heuvel waarop het landhuis staat. In 1836 werd het gebied uitgebreid met ruim 8 hectare.In 1886 werden een paardenstal, een koetshuis en een koetsierswoning toegevoegd.
Rechts van het huis stond een stellingmolen, die in 1856 werd afgebroken. Na de afbraak van de molen in 1856, werd hier de nieuwe buitenplaats Molenbosch gebouwd.De enige veranderingen die werden aangebracht zijn de luiken aan de halfronde ramen op de bovenverdieping. Rond 1850 kregen de twee zijdelen van het huis 'Chinese balkons'. 

## Bewoners
- 1818 - 1856 Everard Cornelis Schröder x Charlotte Frederique Petif
- - 1886 familie Schröder
- 1886 - 1905 P.C.I. van Loon-Voombergh
- 1905 - 1933 jkvr Agnes Henriëtte Constance van Loon
- 1933 - 1963 Nederlands Zendingsbureau en de Heldring-gestichten
- 1963 - 1969 Stichting Pensioenfonds van de Billiton-bedrijven
- 1969 - 1978 AKZO Plastics BV
- 1978 - Vereniging van Nederlandse Ziekenfondsen

## Fotogalerij

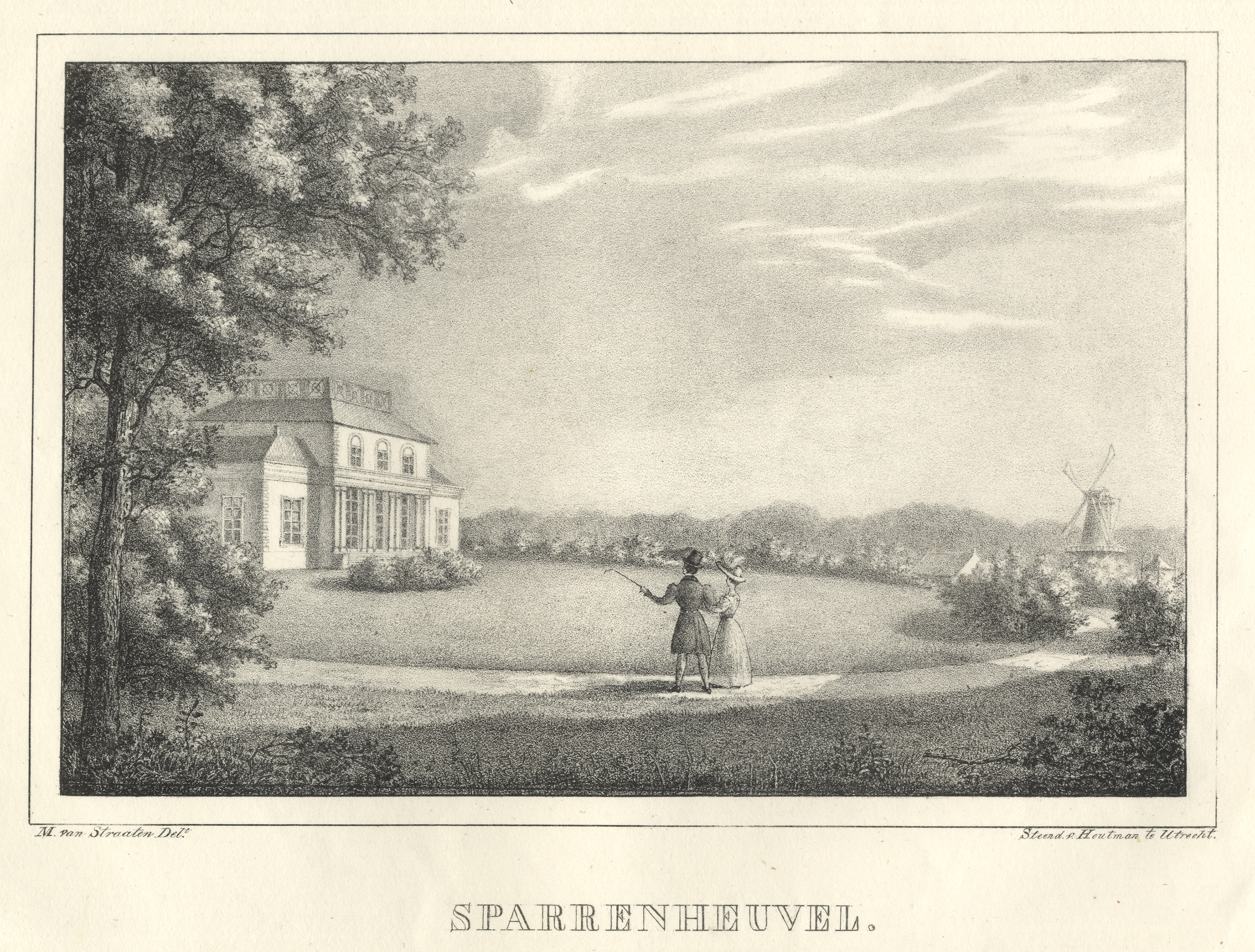
Tekening uit 1828/29
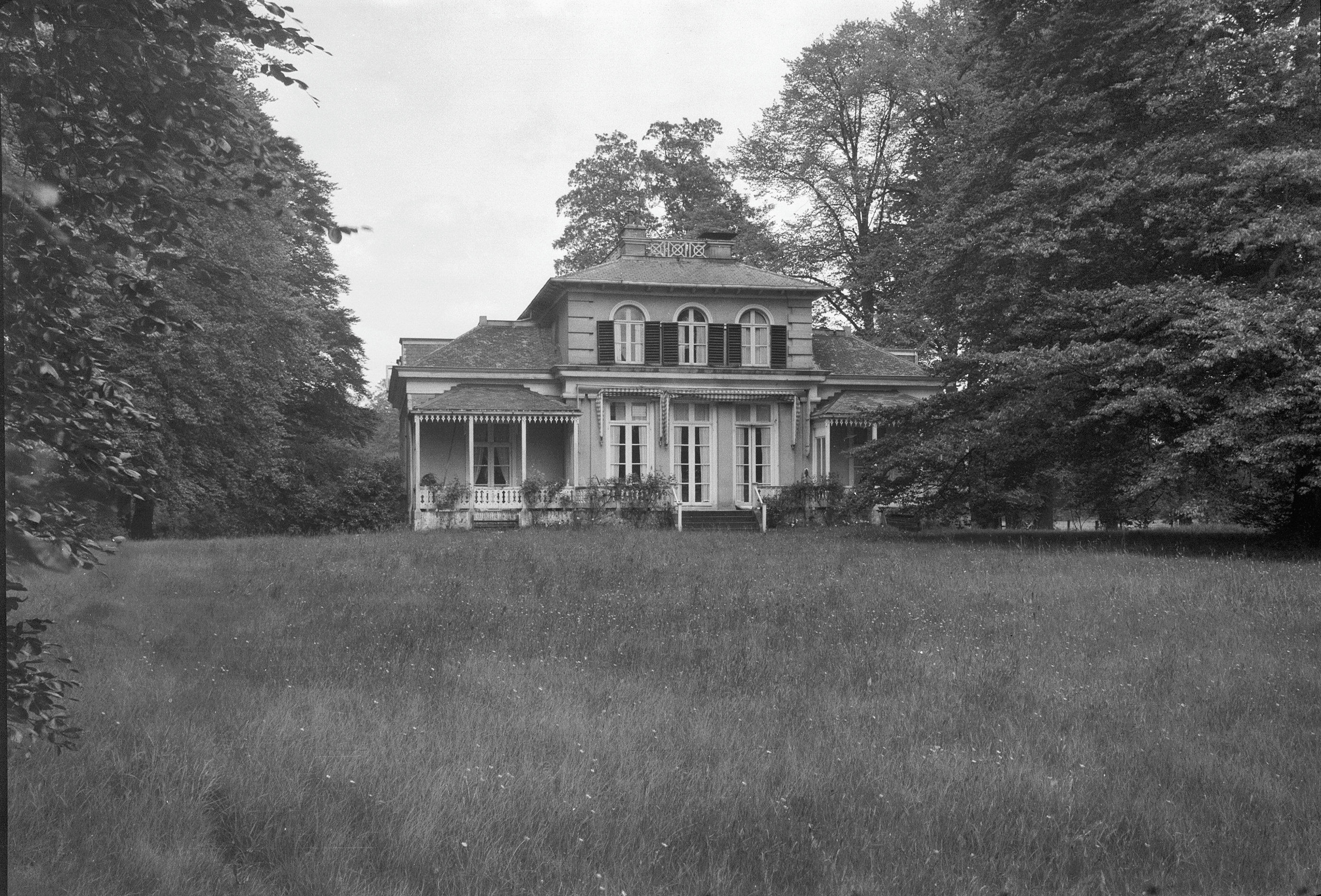
in 1962
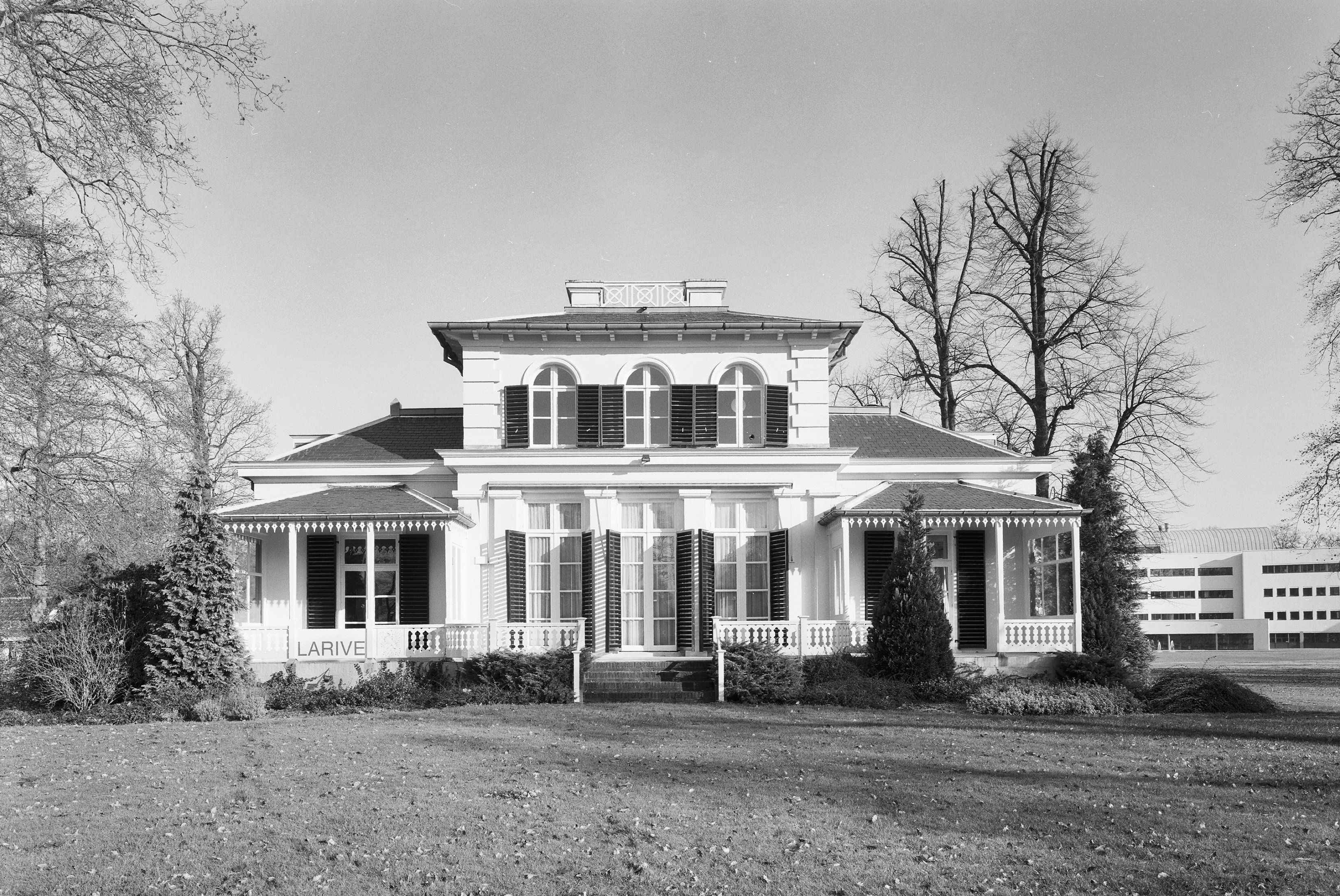
in 1998
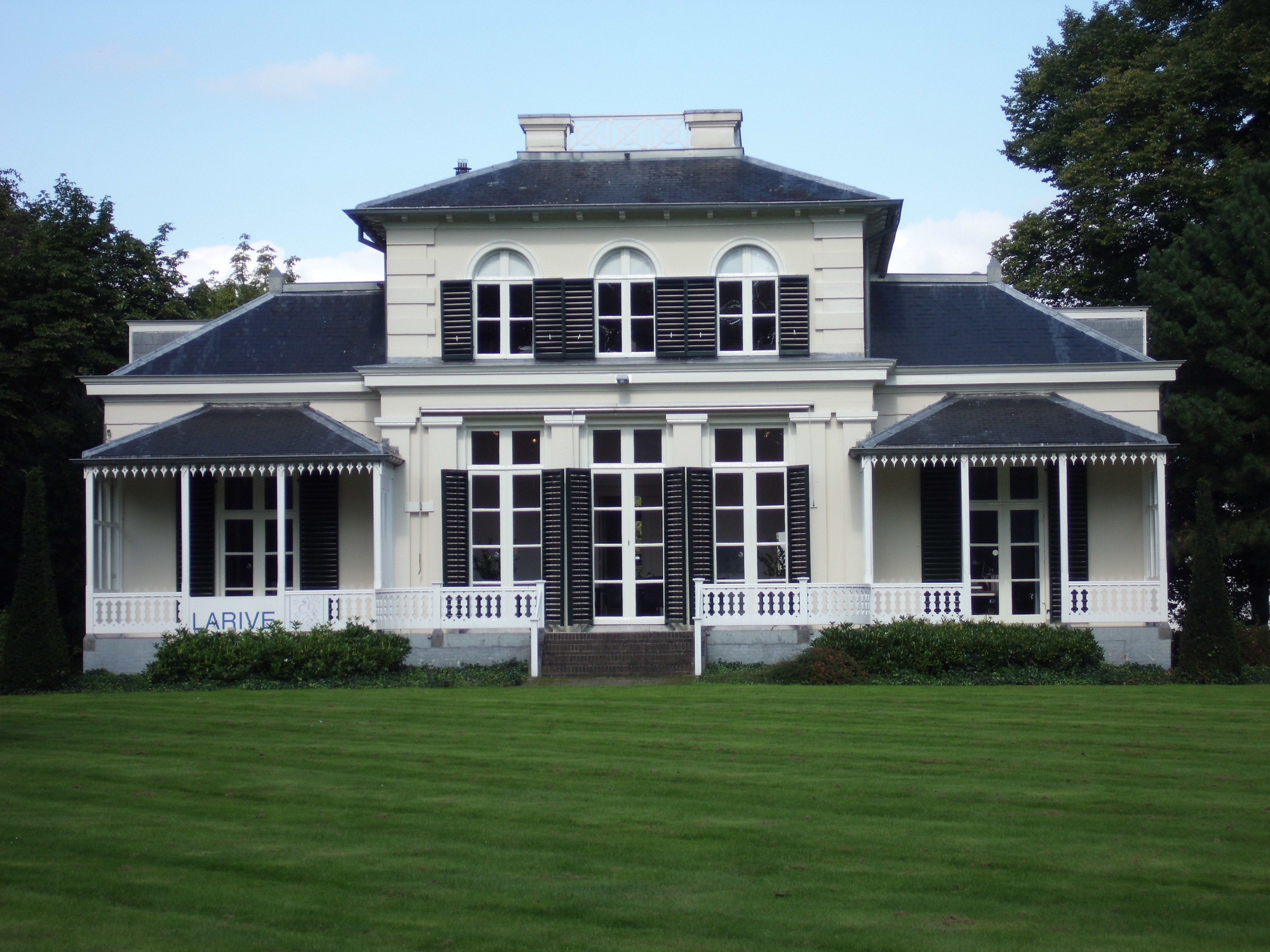
in 2011